# Montvalezan
Montvalezan é uma comuna francesa na região administrativa de Auvérnia-Ródano-Alpes, no departamento da Saboia. Estende-se por uma área de 25.9 km². Em 2010 a comuna tinha 711 habitantes (densidade: 27,5 hab./km²).